# (2275) Cuitlahuac
(2275) Cuitlahuac (1979 MH) – planetoida z grupy pasa głównego asteroid okrążająca Słońce w ciągu 3,48 lat w średniej odległości 2,3 au. Odkryta 16 czerwca 1979 roku.